# Pierre Jurieu

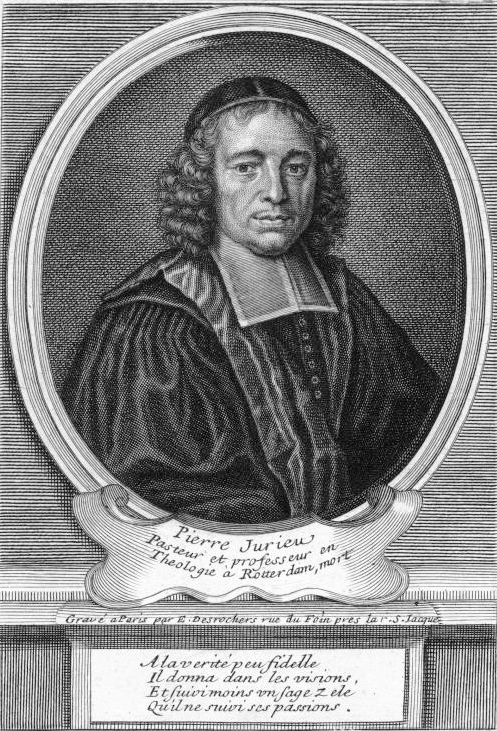
Pierre Jurieu (1637–1713) auf einem Stich von Étienne Desrochers (1668–1741).

Pierre Jurieu (* 24. Dezember 1637 in Mer (bei Blois); † 11. Januar 1713 in Rotterdam) war ein französischer reformierter Theologe und einer der wichtigsten Publizisten der Hugenotten.

## Leben
Jurieu wurde als Sohn des Pfarrers Daniel Jurieu (1601–1664) geboren. Seine Mutter Esther Du Moulin (1603–1639) war eine Tochter des bekannten hugenottischen Theologen Pierre Du Moulin (1568–1658). Nach dem Studium der Evangelischen Theologie an den Akademien von Saumur und Sedan, wo er 1657 seine erste Veröffentlichung vorlegte, und einem Studienaufenthalt in den Niederlanden und England wurde er 1660 Nachfolger seines Vaters in der Pfarrstelle in Mer. 1671 wurde er durch seine kontroverstheologische Schrift Examen du livre de la Réunion du christianisme ou la manière de rejoindre tous les Chrétiens sous une seule confession de foi bekannt.
Nach der Promotion zum Doktor der Philosophie und der Theologie 1674 wurde er zum Professor für Theologie und Hebräisch an der Akademie Sedan ernannt. Hier veröffentlichte er weitere theologische und polemische Schriften, unter anderem das gegen Jacques Bénigne Bossuet gerichtete Préservatif contre le changement de religion (1680).
Als die reformierte Akademie von Sedan 1681 auf Anordnung Ludwigs XIV. geschlossen wurde, erhielt Jurieu eine Berufung nach Rouen. Weil er wegen seines im Druck befindlichen Werkes La Politique du clergé de France Verfolgung befürchtete, zog er jedoch eine Berufung als Professor für Theologie an das Städtische Gymnasium (schola illustris) in Rotterdam vor, die durch die Vermittlung seines ehemaligen Freundes und Kollegen in Sedan Pierre Bayle zustande kam. Die Professur und die Stelle als Pastor an der Wallonischen Kirche in Rotterdam hatte er bis zu seinem Tod inne.

## Bedeutung
Nach dem Edikt von Fontainebleau durch Ludwig XIV. 1685 wurde Jurieu einer der einflussreichsten publizistischen Vorkämpfer der Hugenotten. In seinen Lettres pastorales adressées aux fidéles de France qui gémissent sous la captivité de Babylone (1686–1695) bestritt er die Rechtmäßigkeit der Aufhebung des Ediktes von Nantes und entwickelte die später von Jean-Jacques Rousseau aufgegriffene These vom Gesellschaftsvertrag.
Sie wurden unter den verfolgten Hugenotten in Frankreich verbreitet und förderten so den Widerstand der Kamisarden im Cevennenkrieg (1702–1705). Sein Accomplissement des propheties (1686) sagte, basierend auf einer millenaristischen Auslegung der Offenbarung des Johannes, für 1689 den Untergang des Antichristen voraus. Sofort auch ins Deutsche und Englische übersetzt, hatte das Buch Einfluss auf den Erfolg der Glorious Revolution 1688/89. Weil Pierre Bayle, Jurieus ehemaliger Freund und jetziger Kollege in Rotterdam, im Avis important aux réfugiés (1690) die Vorhersage verspottete und die Hugenotten zur Zurückhaltung mahnte, entfesselte Jurieu eine Kampagne gegen ihn, die 1693 zu seiner Entlassung führte. Auch Bayles Plädoyer für Toleranz bekämpfte er.
Auch gegen andere Glaubensgenossen, etwa gegen Pierre Poiret (1646–1719), polemisierte er. Obwohl er in Le Vrai Système de l’Église et la véritable analyse de la foi (1686) seine reformiert-orthodoxe Position unterstrich, trat er in De pace inter protestantes ineunda consultatio (1688) für eine Annäherung an die Lutheraner ein. Sein letztes großes Werk Histoire Critique Des Dogmes Et Des Cultes (1704) trug ihm den Ruf eines Philosemiten ein.

## Bibliographie
- Emile Kappler: Bibliographie critique de l'œuvre imprimée de Pierre Jurieu, 1637–1713. Paris, Champion, 2002.

## Schriften (neuere Ausgaben)
- Traitté de la nature et de la grace. Nachdruck der Ausgabe Utrecht 1687 und 1688. Hildesheim u. a., Olms, 1973.
- Les soupirs de la France esclave, qui aspire après la liberté. Nachdruck der Ausgabe Amsterdam 1689/[1690]. Amsterdam, 1976.
- Lettres pastorales adressees aux fideles de France qui gemissent sous la captivite de Babylon. Nachdruck der Ausgabe Rotterdam, Acher, 1686–1695, hrsg. und eingeleitet von Robin Howells (= Pierre Bayle: Oeuvres diverses : Volumes supplementaires ; Vol. 2). Hildesheim u. a., Olms, 1988.
- L'Accomplissement des Prophéties ou la Délivrance prochaine de l 'Eglise. Hrsg. und eingeleitet von Jean Delumeau. Paris, Editions Imprimerie Nationale, 1994.
- Seasonable Advice to All Protestants in Europe of What Persuasion Soever, for Uniting and Defending Themselves Against Popish Tyranny. Hrsg. und eingeleitet von Daniel Röthlisberger. Eebo Editions, Proquest, 2010 (google books)

## Einzelbelege
1. ↑  P.-Daniel Bourchenin: Étude sur les académies protestantes en France aux XVIe et XVIIe siècles. Grassart, Paris 1882, S. 431 gallica.bnf.fr
2. ↑  Wolf-Friedrich Schäufele: Theologen im Exil. Konfessionelle Zwangsmigration und die calvinistische Universitätstheologie in Europa. In: Irene Dingel, Herman Selderhuis (Hrsg.): Calvin und Calvinismus: Europäische Perspektiven (= Veröffentlichungen des Instituts für Europäische Geschichte Mainz, Band 84). Vandenhoeck & Ruprecht, Göttingen 2013, ISBN 3-647-10106-0, S. 254.
3. ↑  Digitalisat

| Personendaten    | Personendaten                       |
| ---------------- | ----------------------------------- |
| NAME             | Jurieu, Pierre                      |
| KURZBESCHREIBUNG | französischer reformierter Theologe |
| GEBURTSDATUM     | 24. Dezember 1637                   |
| GEBURTSORT       | Mer                                 |
| STERBEDATUM      | 11. Januar 1713                     |
| STERBEORT        | Rotterdam                           |